# Minamisatsuma

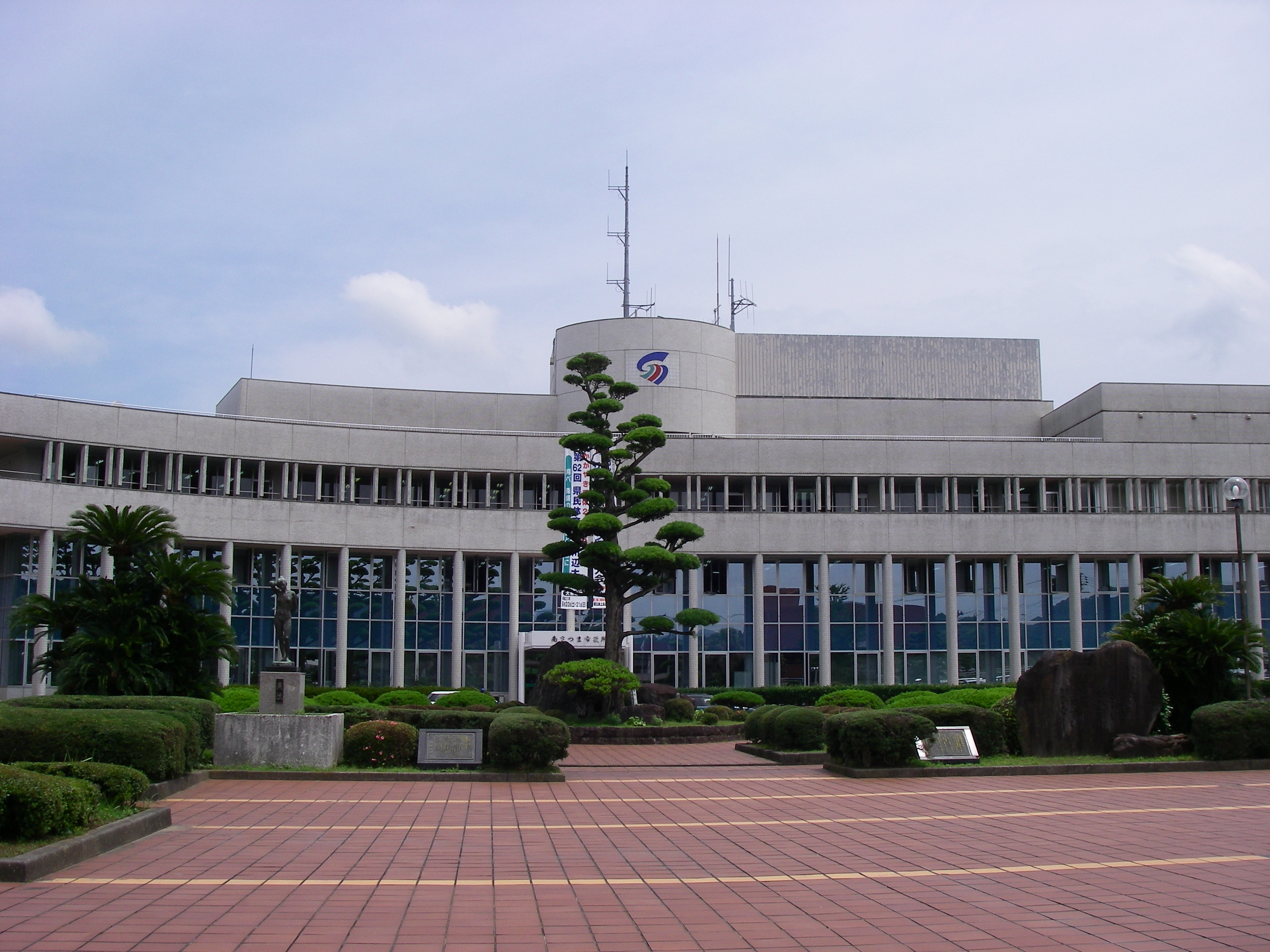
Rådhuset i Minamisatsuma

Minamisatsuma (japanska: 南さつま市?, Minamisatsuma-shi) är en stad i Kagoshima prefektur i södra Japan. Minamisatsuma bildades den 7 november 2005, då staden Kaseda slogs samman med orterna Bonotsu, Kasasa, Kinpō och Ōura. Minamisatsuma ingår i Kagoshimas storstadsområde.